# Controle de capital
Controle de Capital é o termo utilizado para definir e agregar as políticas macroeconômicas que governos utilizam para intervir na economia, a fim de regular o fluxo de capital e investimentos, com medidas que diminuam a volatilidade de capitais estrangeiros no país sem prejudicar a entrada de recursos, como a internacionalização de novas moedas, propostas por Brasil e França em encontro do G20, ou mais comumente taxas de juros mais competitivas (menores) e aplicações de impostos.

## Mundo pós 2a Guerra Mundial
Internacionalmente, o Acordo ou Sistema de Bretton Woods, foi um dos primeiros e maiores acordos comerciais e econômicos que teve o objetivo de regular o fluxo de capital de investidores entre os países mais ricos do mundo na época do pós-guerra imediato em 1945.

## Mundo na década de 2010
Economistas do Fundo Monetário Internacional (FMI), revertendo, em 2010, a antiga oposição do fundo sobre controles de capital, exortaram as nações em desenvolvimento a considerar o uso de impostos e de regulamentação para moderar o grande excesso de fluxos de capital para que não produzam bolhas de ativos financeiros e outras calamidades, dado o contexto da grande crise econômica de 2008. Eles disseram que mercados emergentes com controles no lugar haviam se saído melhor do que outros na recessão global. A recomendação foi o mais firme compromisso de controles de capital do FMI e uma inversão do conselho que deu às nações em desenvolvimento há apenas três anos. Há muito tempo o FMI defendeu o fluxo de capital desimpedido, como corolário do livre fluxo de comércio, para ajudar os países em desenvolvimento a prosperar. Mas a crise financeira global levou o fundo a repensar as crenças de longo prazo.
Na reunião do G20 em 2011, foi apontada pela presidência francesa a intenção de adotar políticas de controle de capital, enquanto o grupo dos BRICS mostrou posição contrária.

## No Brasil
Em 2010, o governo brasileiro anunciou a elevação do Imposto sobre Operações Financeiras (IOF) sobre o capital estrangeiro que entrasse no país em busca de rendimentos de curto prazo, que passou a ser de 6% .